# Szorbok

A szorbok elterjedése

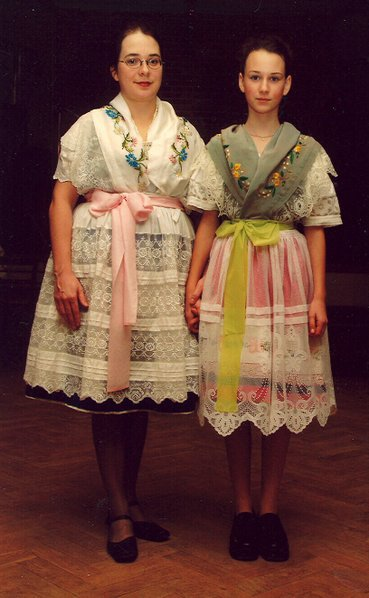
Szorb ünnepi népviselet

A szorbok (felsőszorbul: Serbja, alsószorbul: Serby) nyugati szláv nép Oberlausitzban (Felső- vagy Szász-Lausitz) és Niederlausitzban (Alsó- vagy Porosz-Lausitz), Németország keleti részén. Számuk jelenleg körülbelül 60 000-re tehető, és elismert kisebbséget alkotnak Németországban. A középkorban a szorbokat a szomszédságukban élő népek vendeknek hívták. Az általuk beszélt nyelv, a szorb, nyugati szláv nyelv, melyet fel lehet osztani felső szorbra (hornjoserbšćina) és alsó szorbra (dolnoserbšćina). A felső szorb fonetikusan a cseh nyelvhez, míg az alsó szorb a lengyel nyelvhez áll közel.

## Elterjedésük
A szorbok kétharmad része a szászországi Felső-Lausitzban (Oberlausitz) él, főleg Bautzen (Budyšin), Kamenz (Kamjenc) és Hoyerswerda (Wojerecy) közelében, a többiek pedig a brandenburgi Alsó-Lausitzban (Niederlausitz), Senftenberg (Zły Komorow) és Lübben (Lubin) között. Szászország és Brandenburg szövetségi tartomány elkötelezte magát a szorb kultúra fennmaradása mellett.
Bautzen (Budyšin) és Cottbus (Chóśebuz) városokat a szorb kultúra központjainak lehet tekinteni. Itt található szorb nyelvű óvoda és iskola, valamint két gimnázium, az egyik felső, a másik alsó szorb oktatási nyelvvel.
Bautzen (Budyšin) ad helyet egy kutatóintézetnek a szorb nyelv és kultúra terén (Serbski institut), amelyik már az NDK idején működő kutatóintézetből (Institut za serbski ludospyt) alakult. Ugyancsak itt található egy állami támogatást élvező könyvkiadó. Az NDK-időkben jött létre a szorbisztikai intézet a Lipcsei Egyetem keretén belül, ami ma[mikor?] is működik.
A Domowina (melynek a jelentése haza vagy szülőföld), a szorb egyesületek csúcsszervezete 1912-ben alakult meg. Ez a szervezet kezdeményezte 2001-ben a WITAJ-projektet, melynek a célja a szorb nyelv megőrzése és használatának terjesztése. Egy központi témája a szorb nyelv aktív használata óvodákban és iskolákban.

## Szorb zászló
A szorb lobogót 1842-ben alkották meg. Az első prágai pánszláv konferencián 1848-ban elfogadták a zászló ma érvényes színeit. A színek ugyanazok, mint a többi szláv országé, piros, kék és fehér. A nácik 1935-ben betiltották a zászló használatát. 1945-től a Domowina szorb kultúrszervezet saját szimbólumaként használja a zászlót.

## Szorb nyelv
Nincs egységes szorb nyelv. A szorbok két különálló német tartomány (Szászország és Poroszország) területén éltek, ami  befolyásolta a két nyelv alakulását. Bár az alsó- és felsőszorb nyelv kölcsönösen jól érthető, ennek ellenére a különbségek könnyen tetten érhetőek. Mindkét nyelvre erősen hat a német nyelv, leginkább a szókincsben és a kiejtésben. A felsőszorbra a felsőszász német nyelvjárás is hatást gyakorol. Az alsószorbra a Brandenburgban használt alsószász nyelvjárások hatnak.
Irodalmának kialakulásakor az első szorb íróknak támaszkodniuk kellett egy szláv nyelvre, hogy megértsék, és rögzíthessék saját nyelvük szabályait. Szászország és Csehország között a szomszédság okán szoros kapcsolatok voltak, a felsőszorb értelmiség részben tanult csehországi intézményekben, ezért rájuk a cseh nyelv hatott, Brandenburghoz legközelebb Lengyelország fekszik, ezért az alsószorbok a lengyel nyelvet használták. Az elkülönülést vallási motiváció is segítette. Brandenburgban Nikolaus Jakubitza laubnitzi lelkész lefordította az Újtestamentumot alsószorbra 1548-ban, de nyomtatásban csak Johann Gottlieb Fabricius fordítása jelent meg 1709-ben. Ezzel párhuzamosan készült el Michael Frentzel felsőszorb fordítása is 1706-ban. A két Biblia két különböző szorb irodalmi nyelvnek vetette meg az alapját, és ezek külön úton fejlődtek tovább.

## Fordítás
Ez a szócikk részben vagy egészben  a   Sorber című svéd Wikipédia-szócikk fordításán alapul.  Az eredeti cikk szerkesztőit annak laptörténete sorolja fel. Ez a jelzés csupán a megfogalmazás eredetét és a szerzői jogokat jelzi, nem szolgál a cikkben szereplő információk forrásmegjelöléseként.